# Kanton Seilhac
Kanton Seilhac (francouzsky Canton de Seilhac) je francouzský kanton v departementu Corrèze v regionu Limousin. Tvoří ho devět obcí.

## Obce kantonu
- Beaumont
- Chamboulive
- Chanteix
- Lagraulière
- Pierrefitte
- Saint-Clément
- Saint-Jal
- Saint-Salvadour
- Seilhac